# Елинка (приток Иленьки)
Елинка — река в Талицком и Байкаловском районах Свердловской области России. Вытекает из Елинского болота и протекает через деревни Комлеву и Чащину. Устье реки находится в 13 км по правому берегу реки Иленьки, в селе Байкалове. Длина Елинки составляет 23 км.
В 500 м от устья Елинки по левому берегу впадает река Липовка.
Система водного объекта: Иленька → Иленка → Ница → Тура → Тобол → Иртыш → Обь → Карское море.

## Данные водного реестра
По данным государственного водного реестра России, Елинка относится к Иртышскому бассейновому округу, водохозяйственный участок реки — Ница от слияния рек Реж и Нейва и до устья, речной подбассейн Тобола, речной бассейн Иртыша.
Код объекта в государственном водном реестре — 14010501912111200007408.